# E81 (trasa europejska)
E81 – trasa europejska pośrednia północ-południe, biegnąca przez zachodnią Ukrainę (Zakarpacie) i Rumunię.
E81 zaczyna się w Mukaczewie, gdzie odbija od trasy europejskiej E50. Na Ukrainie biegnie szlakiem dróg terytorialnych: 
- nr T 0727 do Berehowa,
- nr T 0707 do miejscowości Wyłok,
- nr T 0734 do przejścia granicznego Diakowe – Halmeu.

Na terenie Rumunii E81 biegnie szlakiem dróg krajowych: 
- nr 1C do wsi Drăguşeni,
- nr 19 do Satu Mare,
- nr 19A do wsi Supuru de Sus,
- nr 1F do Kluża,
- nr 1 przez Turdę, Sebeș i Sybin do Cisnădie,
- nr 7 przez Râmnicu Vâlcea do Pitești,

a następnie autostrady A1 do Bukaresztu, gdzie łączy się z trasami europejskimi E60, E70 i E85.
Na odcinku Mukaczewo – Drăguşeni E81 biegnie razem z trasą E58, na odcinku Kluż – Turda razem z trasą E60, na odcinku Sebeș - Cisnădie razem z trasą E68. W Pitești przecina trasę E574.
Ogólna długość trasy E81 wynosi około 743 km, z tego 71 km na Ukrainie, 672 km w Rumunii.

## Stary system numeracji
Do 1985 obowiązywał poprzedni system numeracji, według którego oznaczenie E81 dotyczyło trasy Tczew – Lublin o następującym przebiegu: Tczew – Malbork – Grudziądz – Warszawa – Lublin. Dalszy przebieg nie był ustalony, ponieważ ZSRR nie był sygnatariuszem umowy z 1950 r. regulującej przebieg i standard tras europejskich. Trasa, w całości przebiegająca przez Polskę, nie miała wówczas oficjalnie osobnego numeru krajowego i była oznaczana jako droga międzynarodowa E81.

### Drogi w ciągu dawnej E81
Lista dróg opracowana na podstawie materiału źródłowego
| Polska | droga E81: Gdańsk – Elbląg – Ostróda – Olsztynek – Nidzica – Mława – Glinojeck – Płońsk – Zakroczym – Nowy Dwór Mazowiecki – Kazuń Nowy – Warszawa – Pilawa – Ryki – Kurów – Lublin – Piaski – Krasnystaw – Zamość – Tomaszów Lubelski – Bełżec – granica ze Związkiem Radzieckim (brak możliwości przekraczania) |